# Natalija Švenda
Natalija Švenda (* 13. Oktober 2002) ist eine kroatische Leichtathletin, die im Sprint und Hürdenlauf an den Start geht.

## Sportliche Laufbahn
Erste internationale Erfahrungen sammelte Natalija Švenda im Jahr 2018, als sie bei den U20-Balkan-Meisterschaften in Istanbul in 1:08,77 min den vierten Platz im B-Rennen im 400-Meter-Hürdenlauf belegte. Im Jahr darauf belegte sie bei den U18-Balkan-Meisterschaften ebendort in 14,72 s den fünften Platz im 100-Meter-Hürdenlauf und gelangte mit der kroatischen 4-mal-100-Meter-Staffel mit 48,47 s auf den vierten Platz. 2021 siegte sie in 1:01,13 min über 400 m Hürden bei den U20-Balkan-Meisterschaften und siegte in 3:41,55 min auch in der 4-mal-400-Meter-Staffel. 2023 wurde sie bei der 2. Liga der Team-Europameisterschaft im Rahmen der Europaspiele in Chorzów in 1:00,87 min Vierte im B-Lauf über 400 m Hürden. Anschließend schied sie bei den U23-Europameisterschaften in Espoo mit 1:00,22 min in der ersten Runde aus und verpasste mit der 4-mal-400-Meter-Staffel mit 3:39,40 min den Finaleinzug. Daraufhin gelangte sie bei den Balkan-Meisterschaften in Kraljevo mit 1:00,16 min auf den neunten Platz im Hürdenlauf und sicherte sich mit der Staffel in 3:40,19 min die Bronzemedaille hinter den Teams aus der Ukraine und Griechenland. 2024 belegte sie bei den U23-Mittelmeer-Meisterschaften in Ismailia in 61,67 s den fünften Platz über 400 m Hürden. Kurz darauf gelangte sie bei den Balkan-Meisterschaften in Izmir mit 60,25 s auf Rang zwölf im Hürdenlauf und gewann mit der Staffel in 3:36,67 min die Silbermedaille hinter dem ukrainischen Team. Im Jahr darauf gelangte sie bei den Balkan-Hallenmeisterschaften in Belgrad mit 55,34 s auf den fünften Platz über 400 Meter und gewann mit der Staffel in 3:40,78 min die Silbermedaille hinter dem slowenischen Team. Ende Juni wurde sie bei der 2. Liga der Team-Europameisterschaft in Maribor in 57,08 s Vierte im A-Lauf über 400 m Hürden und gelangte mit der Mixed-Staffel mit 3:22,85 min auf Rang sieben im A-Lauf. Anschließend schied sie bei den World University Games in Bochum mit 57,13 s im Halbfinale über 400 m Hürden aus.
2022 wurde Švenda kroatische Meisterin in der 4-mal-100-Meter-Staffel sowie 2023 über die Distanz-Staffel und 2025 über 400 m Hürden sowie über 4-mal 400 Meter. Zudem wurde sie 2023 und 2025 Hallenmeisterin in der 4-mal-400-Meter-Staffel sowie 2025 in der Mixed-Staffel.

## Persönliche Bestleistungen
- 400 Meter: 53,97 s, 14. Juni 2025 in Karlovac
  - 400 Meter (Halle): 54,85 s,22. Februar 2025 in Zagreb
- 100 m Hürden: 14,06 s (+0,9 m/s), 1. Juli 2023 in Zagreb
- 400 m Hürden: 56,92 s, 22. Juli 2025 in Bochum